# Bea Arthur
Bernice Frankel (Nueva York, 13 de mayo de 1922 - Los Ángeles, California, 25 de abril de 2009), más conocida como Bea Arthur fue una actriz, comediante y cantante estadounidense. Durante su carrera artística de 70 años de duración, trabajó en cine, teatro y televisión. Participó en numerosos musicales de Broadway y en el llamado "Off-Broadway", y en otras ciudades de su país. También fue protagonista de dos exitosas comedias televisivas de larga duración: Maude, que se transmitió en la cadena CBS desde 1972 a 1978 (141 episodios), y The Golden Girls, en la que compartió créditos con Estelle Getty, Rue McClanahan y Betty White, que se emitió en la NBC desde 1985 a 1992. Sus interpretaciones la hicieron acreedora de numerosos premios y reconocimientos, entre ellos dos premios Emmy y un premio Tony.

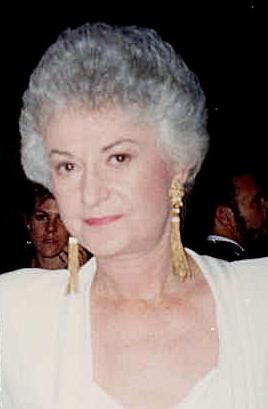
La actriz en 1987

## Biografía
Nacida como Bernice Frankel de padres judíos, Philip y Rebeca Frankel en Nueva York el 13 de mayo de 1922. En 1933, su familia se mudó a Cambridge, Maryland, donde sus padres regentaban una tienda de ropa femenina. Asistió a la Linden Hall High School, una escuela de niñas en Lititz, Pensilvania, antes de inscribirse en la hoy desaparecida Escuela de Niñas de Blackstone en Blackstone, Virginia, donde participó en algunas obras teatrales.
Desde 1947, Bea Arthur estudió en el Taller Dramático de la Nueva Escuela de Nueva York con el director alemán Erwin Piscator. Arthur comenzó su carrera como miembro de un grupo de teatro Off-Broadway en el Teatro Cherry Lane de Nueva York a finales de 1940. 
En el escenario, sus papeles incluyeron la Madre en Seis personajes en busca de autor (1948), de Luigi Pirandello, Lucy Brown en el estreno 1954 off-Broadway de la adaptación al inglés de la obra La ópera de los tres centavos de Kurt Weill de Marc Blitzstein, Yente el Casamentero en el estreno de 1964 de El violinista en el tejado en Broadway, y representando a Vera Charles en la que Angela Lansbury obtuvo el Premio Tony de 1966 por su papel en Mame. Repitió el papel en la película 1974 frente Lucille Ball.
En 1981, apareció en la película de Woody Allen La Bombilla Flotante. Hizo su debut en el Metropolitan Opera en 1994 representando la duquesa de Krakenthorp, un papel hablado, en la obra de Gaetano Donizetti La fille du régiment.
En 1971, Arthur fue invitada por Norman Lear como estrella invitada en la comedia All in the Family, como Maude Findlay, la prima de Edith Bunker. Una abierta feminista liberal, Maude era la antítesis al intolerante y conservador Archie Bunker, quien la denunció como un fanático del "New Deal". 
Tras casi 50 años, la vida de Bea Arthur dio un giro haciendo un llamamiento a los espectadores y directivos de la CBS, a quienes ella más tarde recordaría con la pregunta: ¿Quién es esta chica? démosle su propia serie.
Esta serie, se inició tras su segunda aparición en All in the Family, que llevaría el título de Maude. La serie, comenzó en 1972, en la que Maude se encontraba viviendo en la comunidad afluente del Tuckahoe, en el Condado de Westchester en Nueva York, con su marido Walter (Bill Macy) y su hija divorciada Carol (Adrienne Barbeau). Su actuación como Maude la hizo ganadora de varias nominaciones a los Emmy y los Globo de Oro, incluyendo el Emmy en 1977 como Mejor Actriz principal en Series Cómicas.
Su rostro, sin embargo, está asociado al papel de Dorothy Zbornak, una divorciada de mediana edad que comparte apartamento con su madre Sophia Petrillo (Estelle Getty), y sus amigas Blanche Devereaux (Rue McClanahan) y Rose Nylund (Betty White) en Las chicas de oro (1985-1992), una de las series de mayor éxito de los años ochenta. En el show Dorothy desplegó un humor ácido y sarcástico que hizo las delicias del público.

### Últimos años

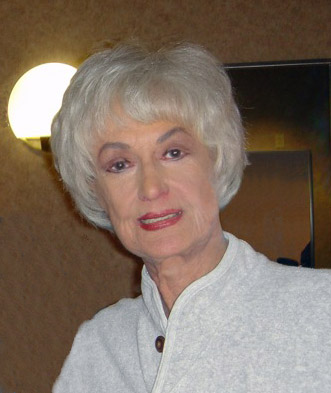
Bea Arthur (2005).

Con el paso de los años, su trabajo disminuyó pero aun así continuó realizando apariciones especiales en series televisivas como The Golden Palace (en 1992), serie derivada de The Golden Girls de la que no quiso formar parte para que su imagen no siguiera asociada al personaje de Dorothy Zbornak, Dave's World (en 1997) y Malcolm in the Middle (en 2000), actuación que le valió una nominación al premio Primetime Emmy a la mejor actriz invitada de una serie de comedia. Asimismo realizó una gira por Estados Unidos con sus espectáculos unipersonales: An Evening with Bea Arthur y And Then There's Bea.
En 2002 regresó a Broadway protagonizando el espectáculo Bea Arthur on Broadway: Just Between Friends, una recopilación de historias y canciones basadas en su vida y su carrera. El espectáculo fue nominado al premio Tony por Mejor evento teatral especial. Tras su paso por Broadway, retomó su gira nacional con An Evening with Bea Arthur, que continuó representado en diversas ciudades estadounidenses entre 2003 y 2006. Su último trabajo en una serie de televisión lo realizó en la comedia Curb Your Enthusiasm, haciendo el papel de la madre de Larry David.
Bea Arthur ganó Premios Emmy.

## Premios
- 1992: Emmy a mejor reparto de serie cómica o musical por The Golden Girls y The Golden Palace:
  - Beatrice Arthur
  - Betty White
  - Rue McClanahan
  - Estelle Getty

## Muerte
Según su portavoz, Dan Watt, Bea Arthur murió en su casa del Área metropolitana de Los Ángeles, California, rodeada de su familia, la mañana del 25 de abril de 2009, a la edad de 86 años. Estaba enferma de cáncer.